# Kỷ Hoàn công
Kỷ Hoàn công (chữ Hán: 杞桓公; trị vì: 636 TCN-567 TCN), tên là Tự Cô Dung, là vị vua thứ 11 của nước Kỷ - chư hầu nhà Chu trong lịch sử Trung Quốc.
Ông là con thứ của Kỷ Đức công và em Kỷ Thành công – vua thứ 9 và 10 nước Kỷ. Năm 637 TCN, Kỷ Thành công mất, ông lên nối ngôi vua.
Sử ký không nêu rõ các sự kiện lịch sử trong thời gian ông làm vua. Năm 567 TCN, ông mất, làm vua tất cả 70 năm, là vị vua ở ngôi lâu nhất nước Kỷ và các nước chư hầu nhà Chu tính từ khi các vua có niên đại rõ ràng. Con ông là Kỷ Hiếu công lên nối ngôi vua.